# Кюлев, Иван Артёмович
Иван Артёмович Кюлев (в некоторых источниках Кулев) — российский художник, иконописец, художник театра.

## Биография
Иван Кюлев родился в городе Ростов-на-Дону в 1893 году. Потомственный дворянин, сын Артемия Яковлевича Кюлева, уроженца г Геленджик.  Брат -  Кюлев, Владимир Артёмович.

Получал образование в Московском училище живописи, ваяния и зодчества у В. А. Серова и К. А. Коровина, после чего переехал в Санкт-Петербург. Там обучался в Императорской Академии художеств.
С 1914 по 1917 год служил в армии на Турецком фронте. После армии два года жил в Хорватии.
С 1919 года был художником-декоратором в Народном театре в Скопье (ныне — в Республике Македония). Здесь он знакомится с митрополитом Варнавой, от которого получает поручение установить изначальный лик св. Саввы, объехав монастыри и церкви Македонии и Южной Сербии.
С 1926 года жил в Париже. В Париже вступил в общество «Икона»  и всю оставшуюся жизнь посвятил написанию икон и их восстановлению.
Иван Кюлев умер 9 декабря 1987 в местечке Монморанси под Парижем. Был похоронен на местном кладбище.
Первая персональная выставка художника (иконы, живопись, графика) открылась в январе 2019 г. в Париже, в  Российском духовно-культурном  православном центре на набережной Бранли.